# Sphaerotherium libidinosum
Sphaerotherium libidinosum är en mångfotingart som beskrevs av Henri Saussure och Leo Zehntner. Sphaerotherium libidinosum ingår i släktet Sphaerotherium och familjen Sphaerotheriidae. Inga underarter finns listade i Catalogue of Life.